# 乔治敦 (圣文森特和格林纳丁斯)
乔治敦（Georgetown）是圣文森特和格林纳丁斯圣文森特岛的夏洛特区的首府和最大城镇，也是圣文森特和格林纳丁斯的第二大城镇，位于该岛东北部海岸，2006年人口1,695人。